# Grammosperma
Grammosperma é um género botânico pertencente à família Brassicaceae.